# 李懷信
李怀信，明朝将领，山西大同人。
李怀信因世荫，官居都指挥佥事，掌山西都司。万历年间，担任定边副总兵，勇敢有谋，多次平定边患，入寇被他打败，边患虽多，而士气不衰，蒙古入寇多以失败而去，李怀信威名著于河西，延绥人为立生祠。擢升为甘肃副总兵，边地人恃以无恐。努尔哈赤建立后金，辽东危急，令他充任援剿总兵官，与柴国柱、贺世贤一起守沈阳。因不堪经略，又与熊廷弼不睦，托病归家。天启年间，改镇大同，再次罢归。追捻功勋，升为左都督。在家中去世。